# Luci Plauci Hipseu (pretor de Sicília)
Luci Plauci Hipseu (en llatí Lucius Plautius Hypsaeus) va ser un magistrat romà, probablement fill del pretor Lucius Plautius Hypsaeus. Formava part de la gens Plàucia, una gens romana d'origen plebeu.
Igual que el seu pare, va ser pretor els anys 134 aC o 133 aC) i li va correspondre com a província l'illa de Sicília que va governar durant part de l'anomenada Guerra dels Esclaus desenvolupada entre el135 aC i 132 aC. Va ser derrotat pels esclaus, cosa que fa pensar que més aviat va exercir el càrrec aproximadament el 134 aC quant els esclaus van tenir els majors èxits.